# Actias ningpoana
 Actias ningpoana là một loài bướm đêm trong chi Actias thuộc họ Saturniidae. Loài bướm đêm này sinh sống ở:
- Trung Quốc (Cát Lâm, Liêu Ninh, Hà Bắc, Hà Nam, Giang Tô, Chiết Giang, Giang Tây, Hồ Bắc, Hồ Nam, Phúc Kiến, Quảng Đông, Hồng Kông, Hải Nam, Tứ Xuyên, Vân Nam) (Zhu & Wang, 1996[1])
- Nga (Viễn Đông) (Zolotuhin & Chuvilin, 2009[2])